# فارا موآن
فارا موآن (به انگلیسی: Farrah Moan) با نام اصلی کامرون کلیتون (به انگلیسی: Cameron Clayton) (زاده ۱۱ سپتامبر ۱۹۹۳) زن‌پوش، مدل آمریکایی است.
او یک زن ترنس است. در دسامبر ۲۰۲۳، طی مصاحبه ای با مدی مورفوسیس، آشکارسازی کرد که تراجنسیتی است و فاش کرد که انتقال خود را تقریباً پنج سال قبل از آن مصاحبه و در سال ۲۰۱۹ آغاز کرده است.